# Un killer per lo sceriffo
Un killer per lo sceriffo (The Forty-Niners) è un film statunitense del 1954 diretto da Thomas Carr.
È un film western incentrato sulle vicende di un marshal che viene mandato in una cittadina della California dove si finge killer e pistolero per scovare alcuni assassini. Vede per protagonisti Bill Elliott, Virginia Grey e Harry Morgan.

## Produzione
Il film, diretto da Thomas Carr su una sceneggiatura di Daniel B. Ullman, fu prodotto da Vincent M. Fennelly per la Westwood Productions.

## Distribuzione
Il film fu distribuito negli Stati Uniti dal 4 maggio 1954 al cinema dalla Allied Artists Pictures. È stato poi pubblicato in DVD negli Stati Uniti dalla Comet Video.
Alcune delle uscite internazionali sono state:
- in Germania Ovest il 18 novembre 1955 (Goldräuber von Oklahoma)
- in Italia (Un killer per lo sceriffo)

## Promozione
La tagline è: "The Gold Lode Had Its Own Set Of Laws!".